# Christos Mantikas
Christos Mantikas (Grecia, 1902-6 de junio de 1960) fue un atleta griego especializado en la prueba de 400 m vallas, en la que consiguió ser medallista de bronce europeo en 1938.

## Carrera deportiva
En el Campeonato Europeo de Atletismo de 1934 ganó la medalla de bronce en los 400 m vallas, llegando a meta en un tiempo de 54.9 segundos, tras el alemán Hans Scheele (oro con 53.2 segundos) y el finlandés Akilles Järvinen (plata con 53.7 segundos).